# Can Pungol
Can Pungol és una masia amb elements gòtics i renaixentistes de Sant Antoni de Vilamajor (Vallès Oriental) inclosa a l'Inventari del Patrimoni Arquitectònic de Catalunya.

## Descripció
El cos principal té diversos cossos afegits, la teulada és a dos vessants. A la façana hi ha un aporta amb 11 dovelles i un rellotge de sol. Les finestres són allindades, entre aquestes destaca una perquè té una inscripció i la data de 1587, i també sobresurt una altra perquè tant l'ampit, com la part superior volen semicircularment de la façana.

## Història
Aquesta masia va ser fundada per Jaume Pons i Gual (per això el nom de Pun-Gol) durant el segle xv, però la casa actual porta data de 1587. La família Gol o Gual està, i ja ho estava el segle xv, força estesa.